# Liste der Monuments historiques in Nuits-Saint-Georges
Die Liste der Monuments historiques in Nuits-Saint-Georges führt die Monuments historiques in der französischen Gemeinde Nuits-Saint-Georges auf.

## Liste der Immobilien
| Bezeichnung                   | Beschreibung | Standort                    | Kennzeichnung | Schutzstatus   | Datum     | Bild           |
| ----------------------------- | --- | --------------------------- | ------------- | -------------- | --------- | -------------- |
| Uhrenturm                     | zwischen 1619 und 1629 erbaut                                                                                          | Grande Rue (Lage)           | PA00112573    | Inscrit        | 1947      | weitere Bilder |
| Ausgrabungsstätte Les Bolards | gallo-römischer Vicus, 1. bis 4. Jahrhundert                                                                           | südöstlich des Ortes (Lage) | PA00112577    | Classé         | 1970      | weitere Bilder |
| Château d’Entre-Deux-Monts    | Schloss, 17. Jahrhundert, am Platz einer älteren Burg erbaut; mit Befestigungsgräben, Parkanlage und Wirtschaftsgärten | nördlich des Ortes (Lage)   | PA00112574    | Inscrit        | 2008      | weitere Bilder |
| Hôtel particulier             | 1717 erbaut | 5 rue Julie Godemet (Lage)  | PA00112576    | Inscrit        | 1983      | weitere Bilder |
| Hôpital St-Laurent            | ab 1692 erbaut, Gebäudebestand vom späten 17. bis zum 19. Jahrhundert                                                  | 6 rue Henri Challand (Lage) | PA21000079    | Inscrit Classé | 2015 2017 | weitere Bilder |
| Kirche St-Symphorien          | ab dem 11. Jahrhundert                                                                                                 | Rue Félix Tisserand (Lage)  | PA00112575    | Classé         | 1913      | weitere Bilder |

## Liste der Objekte
| Bezeichnung                                       | Beschreibung | Standort                           | Kennzeichnung | Schutzstatus | Datum          | Bild           |
| ------------------------------------------------- | --- | ---------------------------------- | ------------- | ------------ | -------------- | -------------- |
| Ausstattung der Apotheke                          | Mobiliar, Arzneigefässe sowie Geräte zur Arzneizubereitung, vom 16. bis zum 20. Jahrhundert Ensemble aus insgesamt 451 Objekten: PM21006185 bis PM21006212, PM21006215 bis PM21006225, PM21006232 bis PM21006237, PM21006249 bis PM21006253, PM21006278 bis PM21006672, PM21007112 bis PM21007118 sowie PM21007146 | im Hôpital Saint-Laurent (Lage)    | PM21007152    | Classé       | 2024           |                |
| Skulptur Heiliger Dionysius                       | Holz, farbig gefasst, 18. Jahrhundert | in der Kirche St-Denis (Lage)      | PM21001660    | Classé       | 1988           |                |
| Adlerpult                                         | Holz, farbig gefasst und vergoldet, 15. Jahrhundert | in der Kirche St-Symphorien (Lage) | PM21001661    | Classé       | 1901           |                |
| Wendeltreppe                                      | Holz, um 1600 | in der Kirche St-Symphorien (Lage) | PM21001662    | Classé       | 1903           | weitere Bilder |
| Gedenktafel an eine Messstiftung (1)              | Kalkstein, bezeichnet 1435 | in der Kirche St-Symphorien (Lage) | PM21001663    | Classé       | 1908           |                |
| Wandgemälde Martyrium des heiligen Sebastian      | aus dem 15. Jahrhundert (?) | in der Kirche St-Symphorien (Lage) | PM21001664    | Classé       | 1908           | weitere Bilder |
| Orgel                                             | Ensemble aus PM21001665, PM21001669 und PM21001677 | in der Kirche St-Symphorien (Lage) | PM21003101    | Classé       | 1908 1910 1979 | weitere Bilder |
| Orgelempore                                       | Holz, um 1600 | in der Kirche St-Symphorien (Lage) | PM21001665    | Classé       | 1908           | weitere Bilder |
| Orgelprospekt                                     | 1761 gebaut | in der Kirche St-Symphorien (Lage) | PM21001669    | Classé       | 1910           | weitere Bilder |
| Instrumentalteil der Orgel                        | 1621 gebaut, 1714 von Etienne Tourneur rekonstruiert, 1767 durch Bénigne Boillot umgebaut | in der Kirche St-Symphorien (Lage) | PM21001677    | Classé       | 1979           | weitere Bilder |
| Gedenktafel an eine Messstiftung (2)              | Kalkstein, bezeichnet 1483 | in der Kirche St-Symphorien (Lage) | PM21001668    | Classé       | 1910           |                |
| Abendmahlstriptychon                              | Ölfarbe auf Eichenholz, bezeichnet 1609 | in der Kirche St-Symphorien (Lage) | PM21001670    | Classé       | 1914           |                |
| Grabmal für Jeahan d’Argilly und seine Familie    | Kalkstein, 15. Jahrhundert | auf dem Friedhof (Lage)            | PM21001672    | Classé       | 1912           |                |
| Skulptur Madonna mit Kind (1)                     | Kalkstein, farbig gefasst, zweite Hälfte des 15. Jahrhunderts | im Hôpital Saint-Laurent (Lage)    | PM21001673    | Classé       | 1915           |                |
| Skulptur Madonna mit Kind (2)                     | Alabaster, erste Hälfte des 16. Jahrhunderts | im Hôpital Saint-Laurent (Lage)    | PM21001674    | Classé       | 1915           |                |
| Triumphbalken mit Kreuzigungsgruppe               | Eichenholz, farbig gefasst, um 1500 | in der Kirche St-Symphorien (Lage) | PM21002974    | Classé       | 1997           | weitere Bilder |
| Hauptaltar                                        | Altartisch, Tabernakel und Antependium; Holz, farbig gefasst und vergoldet, Wolltuch, 17. bis 19. Jahrhundert | in der Kirche St-Symphorien (Lage) | PM21002975    | Classé       | 1997           | weitere Bilder |
| Antependium                                       | Wolle und Seide, bezeichnet 1761 | in der Kirche St-Symphorien (Lage) | PM21002976    | Classé       | 1997           |                |
| Zwei Kantorenhocker                               | Holz, Anfang des 17. Jahrhunderts | in der Kirche St-Symphorien (Lage) | PM21002977    | Classé       | 1997           |                |
| Skulptur Der heilige Georg unterwirft den Drachen | Holz, farbig gefasst, 18. Jahrhundert | in der Kirche St-Denis (Lage)      | PM21003177    | Classé       | 2010           |                |
| Gemälde Kreuztragung                              | Ölfarbe auf Holz, 16. Jahrhundert | in der Kirche St-Denis (Lage)      | PM21003178    | Classé       | 2010           |                |
| Skulptur Madonna mit Kind (3)                     | Stein, farbig gefasst, Ende des 17. Jahrhunderts | in der Kirche St-Denis (Lage)      | PM21003717    | Inscrit      | 1981           |                |
| Gemälde mit Szenen aus einer Heiligenvita         | Farbe auf Holz, 15. Jahrhundert | in der Kirche St-Denis (Lage)      | PM21004439    | Inscrit      | 2002           |                |
| Johannes-der-Täufer-Altar                         | linker Seitenaltar; Altartisch, Retabel und Gemälde; Holz, farbig gefasst, sowie Ölfarbe auf Leinwand | in der Kirche St-Symphorien (Lage) | PM21004187    | Inscrit      | 1995           |                |
| Altarkreuz                                        | Holz, 18. Jahrhundert | in der Kirche St-Symphorien (Lage) | PM21004188    | Inscrit      | 1995           |                |
| Skulptur Heilige Johanna                          | Holz, vergoldet, 18. Jahrhundert | in der Kirche St-Symphorien (Lage) | PM21004189    | Inscrit      | 1995           |                |
| Skulptur Heiliger Ivo Hélory                      | Aufsatz eines Prozessionsstabs; Holz, vergoldet, 17. Jahrhundert | in der Kirche St-Symphorien (Lage) | PM21004190    | Inscrit      | 1995           |                |
| Skulptur eines Bischofs                           | Aufsatz eines Prozessionsstabs; Holz, vergoldet, 17. Jahrhundert | in der Kirche St-Symphorien (Lage) | PM21004191    | Inscrit      | 1995           |                |
| Skulptur Heiliger Symphorianus                    | Aufsatz eines Prozessionsstabs; Holz, farbig gefasst und vergoldet, 18. Jahrhundert | in der Kirche St-Symphorien (Lage) | PM21004192    | Inscrit      | 1995           |                |
| Skulptur Herz Jesu                                | Aufsatz eines Prozessionsstabs; Holz, farbig gefasst und vergoldet, 18. Jahrhundert | in der Kirche St-Symphorien (Lage) | PM21004193    | Inscrit      | 1995           |                |
| Fünf Engelsskulpturen                             | Holz, vergoldet, 18. Jahrhundert | in der Kirche St-Symphorien (Lage) | PM21004194    | Inscrit      | 1995           |                |
| Eligius-Altar                                     | Holz, farbig gefasst, 17. Jahrhundert | in der Kirche St-Symphorien (Lage) | PM21004195    | Inscrit      | 1995           |                |
| Expositionsnische                                 | Holz, vergoldet, zweite Hälfte des 18. Jahrhunderts | in der Kirche St-Symphorien (Lage) | PM21004196    | Inscrit      | 1995           |                |
| Reliquienschrein des heiligen Symphorianus        | Holz, vergoldet, zweite Hälfte des 18. Jahrhunderts | in der Kirche St-Symphorien (Lage) | PM21004197    | Inscrit      | 1995           |                |
| Kelch und Patene                                  | Silber, vergoldet, 19. Jahrhundert | in der Kirche St-Symphorien (Lage) | PM21004198    | Inscrit      | 1995           |                |
| Tablett mit zwei Messkännchen                     | Silber, gemarkt 1820 | in der Kirche St-Symphorien (Lage) | PM21004199    | Inscrit      | 1995           |                |
| Retabel des Hauptaltars                           | Holz, farbig gefasst und vergoldet, um 1700 | in der Kirche St-Symphorien (Lage) | PM21003603    | Inscrit      | 1995           | weitere Bilder |
| Marienaltar                                       | rechter Seitenaltar; Holz, farbig gefasst und vergoldet, 17. Jahrhundert | in der Kirche St-Symphorien (Lage) | PM21004200    | Inscrit      | 1995           |                |
| Skulptur Madonna mit Kind (4)                     | Holz, farbig gefasst und vergoldet, 18. Jahrhundert | in der Kirche St-Symphorien (Lage) | PM21004844    | Inscrit      | 2009           |                |
| Skulptur Madonna mit Kind (5)                     | Holz, farbig gefasst und vergoldet, 18. Jahrhundert | in der Kirche St-Symphorien (Lage) | PM21004845    | Inscrit      | 2009           |                |
| Skulptur Unterweisung Mariens                     | Holz, farbig gefasst und vergoldet, 18. Jahrhundert | in der Kirche St-Symphorien (Lage) | PM21004846    | Inscrit      | 2009           |                |
| Skulptur Heilige Katharina                        | Holz, farbig gefasst und vergoldet, 18. Jahrhundert | in der Kirche St-Symphorien (Lage) | PM21004847    | Inscrit      | 2009           |                |
| Skulptur Johannes der Täufer                      | Holz, farbig gefasst und vergoldet, 18. Jahrhundert | in der Kirche St-Symphorien (Lage) | PM21004848    | Inscrit      | 2009           |                |
| Skulptur Heiliger Nikolaus                        | Holz, farbig gefasst und vergoldet, 18. Jahrhundert | in der Kirche St-Symphorien (Lage) | PM21004849    | Inscrit      | 2009           |                |
| Skulptur Petrus                                   | Aufsatz eines Prozessionsstabs; Holz, farbig gefasst und vergoldet, um 1800 | in der Kirche St-Symphorien (Lage) | PM21004850    | Inscrit      | 2009           |                |
| Liegefigur                                        | Stein, 13. Jahrhundert | in der Kirche St-Symphorien (Lage) | PM21004851    | Inscrit      | 2009           |                |
| Kanontafel                                        | Papuer, bedruckt, erste Hälfte des 19. Jahrhunderts | in der Kirche St-Symphorien (Lage) | PM21004852    | Inscrit      | 2009           |                |
| Glocke (1)                                        | Bronze, 1732 gegossen | in der Kirche St-Symphorien (Lage) | PM21001666    | Classé       | 1908           |                |
| Glocke (2)                                        | Bronze, 1738 gegossen | in der Kirche St-Symphorien (Lage) | PM21001667    | Classé       | 1908           |                |
| Zwei Glocken (1)                                  | Bronze, 1664 gegossen | in der Kirche St-Symphorien (Lage) | PM21001671    | Classé       | 1914           |                |
| Glocke (3)                                        | Bronze, 1692 gegossen | im Hôpital Saint-Laurent (Lage)    | PM21001675    | Classé       | 1943           |                |
| Glocke (4)                                        | Bronze, 1619 gegossen | im Uhrenturm (Lage)                | PM21001676    | Classé       | 1938           |                |
| Zwei Glocken (2)                                  | Bronze, 1775 gegossen | in der Kirche St-Symphorien (Lage) | PM21002655    | Classé       | 1914           |                |
| Glocke (5)                                        | Bronze, 1783 gegossen | in der Kirche St-Symphorien (Lage) | PM21002656    | Classé       | 1914           |                |
| Skulpturengruppe Dreifaltigkeit                   | Stein, 16. Jahrhundert | in der Kirche St-Denis (Lage)      | PM21003718    | Inscrit      | 1981           |                |
| Topf für Bratensoße (1)                           | Zinn, zweite Hälfte des 18. Jahrhunderts | im Hôpital Saint-Laurent (Lage)    | PM21006214    | Inscrit      | 2022           |                |
| Kollektenschale                                   | Zinn, 18. Jahrhundert | im Hôpital Saint-Laurent (Lage)    | PM21006213    | Inscrit      | 2022           |                |
| Kanne (1)                                         | Zinn, Mitte des 19. Jahrhunderts | im Hôpital Saint-Laurent (Lage)    | PM21006227    | Inscrit      | 2022           |                |
| Krug (1)                                          | Zinn, 19. Jahrhundert | im Hôpital Saint-Laurent (Lage)    | PM21006230    | Inscrit      | 2022           |                |
| Kanne (2)                                         | Zinn, Mitte des 19. Jahrhunderts | im Hôpital Saint-Laurent (Lage)    | PM21006226    | Inscrit      | 2022           |                |
| Krug (2)                                          | Zinn, Ende des 18. Jahrhunderts | im Hôpital Saint-Laurent (Lage)    | PM21006229    | Inscrit      | 2022           |                |
| Kanne (3)                                         | Zinn, Mitte des 19. Jahrhunderts | im Hôpital Saint-Laurent (Lage)    | PM21006228    | Inscrit      | 2022           |                |
| Krug (3)                                          | Zinn, 19. Jahrhundert | im Hôpital Saint-Laurent (Lage)    | PM21006231    | Inscrit      | 2022           |                |
| Aderlassschale (1)                                | Zinn, 18. Jahrhundert | im Hôpital Saint-Laurent (Lage)    | PM21006238    | Inscrit      | 2022           |                |
| Aderlassschale (2)                                | Zinn, 18. Jahrhundert | im Hôpital Saint-Laurent (Lage)    | PM21006239    | Inscrit      | 2022           |                |
| Topf                                              | Zinn, Mitte des 19. Jahrhunderts | im Hôpital Saint-Laurent (Lage)    | PM21006240    | Inscrit      | 2022           |                |
| Topf für Bratensoße (2)                           | Zinn, 19. Jahrhundert | im Hôpital Saint-Laurent (Lage)    | PM21006241    | Inscrit      | 2022           |                |
| Aderlassschale (3)                                | Zinn, 19. Jahrhundert | im Hôpital Saint-Laurent (Lage)    | PM21006242    | Inscrit      | 2022           |                |
| Aderlassschale (4)                                | Zinn, 19. Jahrhundert | im Hôpital Saint-Laurent (Lage)    | PM21006243    | Inscrit      | 2022           |                |
| Ziborium                                          | Silber, vergoldet, Email, Glas, Anfang des 20. Jahrhunderts, Goldschmied Henri Dubret | im Hôpital Saint-Laurent (Lage)    | PM21006244    | Inscrit      | 2022           |                |
| Etui                                              | Leder, 19. oder 20. Jahrhundert | im Hôpital Saint-Laurent (Lage)    | PM21006245    | Inscrit      | 2022           |                |
| Tablett für Messkännchen                          | Silber, vergoldet, Email, Glas, 19. oder 20. Jahrhundert, Goldschmied Charles Dubret | im Hôpital Saint-Laurent (Lage)    | PM21006246    | Inscrit      | 2022           |                |
| Messkännchen (1)                                  | Silber, vergoldet, Email, Glas, 19. oder 20. Jahrhundert, Goldschmied Charles Dubret | im Hôpital Saint-Laurent (Lage)    | PM21006247    | Inscrit      | 2022           |                |
| Messkännchen (2)                                  | Silber, vergoldet, Email, Glas, 19. oder 20. Jahrhundert, Goldschmied Charles Dubret | im Hôpital Saint-Laurent (Lage)    | PM21006248    | Inscrit      | 2022           |                |
| Schrank (1)                                       | Nussbaum- und Eichenholz, Schmiedeeisen, zweite Hälfte des 17. Jahrhunderts | im Hôpital Saint-Laurent (Lage)    | PM21006254    | Inscrit      | 2022           |                |
| Schrank (2)                                       | Nussbaum- und Eichenholz, Schmiedeeisen, zweite Hälfte des 17. Jahrhunderts | im Hôpital Saint-Laurent (Lage)    | PM21006255    | Inscrit      | 2022           |                |
| Degustationshahn                                  | Silber (?), 19. Jahrhundert | im Hôpital Saint-Laurent (Lage)    | PM21006256    | Inscrit      | 2022           |                |
| Ragoutlöffel (1)                                  | Silber, um 1900 | im Hôpital Saint-Laurent (Lage)    | PM21006257    | Inscrit      | 2022           |                |
| Ragoutlöffel (2)                                  | Silber, um 1900 | im Hôpital Saint-Laurent (Lage)    | PM21006258    | Inscrit      | 2022           |                |
| Kleiner Löffel                                    | Silber, um 1900 | im Hôpital Saint-Laurent (Lage)    | PM21006259    | Inscrit      | 2022           |                |
| Gabel (1)                                         | Silber, zwischen 1819 und 1838 | im Hôpital Saint-Laurent (Lage)    | PM21006260    | Inscrit      | 2022           |                |
| Gabel (2)                                         | Silber, zwischen 1819 und 1838 | im Hôpital Saint-Laurent (Lage)    | PM21006261    | Inscrit      | 2022           |                |
| Gabel (3)                                         | Silber, zwischen 1819 und 1838 | im Hôpital Saint-Laurent (Lage)    | PM21006262    | Inscrit      | 2022           |                |
| Löffel (1)                                        | Silber, zwischen 1819 und 1838 | im Hôpital Saint-Laurent (Lage)    | PM21006263    | Inscrit      | 2022           |                |
| Löffel (2)                                        | Silber, zwischen 1819 und 1838 | im Hôpital Saint-Laurent (Lage)    | PM21006264    | Inscrit      | 2022           |                |
| Löffel (3)                                        | Silber, zwischen 1819 und 1838 | im Hôpital Saint-Laurent (Lage)    | PM21006265    | Inscrit      | 2022           |                |
| Gabel (4)                                         | Silber, zwischen 1829 und 1838 | im Hôpital Saint-Laurent (Lage)    | PM21006266    | Inscrit      | 2022           |                |
| Löffel (4)                                        | Silber, zwischen 1829 und 1838 | im Hôpital Saint-Laurent (Lage)    | PM21006267    | Inscrit      | 2022           |                |
| Gabel (5)                                         | Silber, zwischen 1829 und 1838 | im Hôpital Saint-Laurent (Lage)    | PM21006268    | Inscrit      | 2022           |                |
| Löffel (5)                                        | Silber, zwischen 1829 und 1838 | im Hôpital Saint-Laurent (Lage)    | PM21006269    | Inscrit      | 2022           |                |
| Gabel (6)                                         | Silber, zwischen 1829 und 1838 | im Hôpital Saint-Laurent (Lage)    | PM21006270    | Inscrit      | 2022           |                |
| Gabel (7)                                         | Silber, zwischen 1829 und 1838 | im Hôpital Saint-Laurent (Lage)    | PM21006271    | Inscrit      | 2022           |                |
| Löffel (6)                                        | Silber, zwischen 1829 und 1838 | im Hôpital Saint-Laurent (Lage)    | PM21006272    | Inscrit      | 2022           |                |
| Löffel (7)                                        | Silber, zwischen 1829 und 1838 | im Hôpital Saint-Laurent (Lage)    | PM21006273    | Inscrit      | 2022           |                |
| Gabel (8)                                         | Silber, zwischen 1829 und 1838 | im Hôpital Saint-Laurent (Lage)    | PM21006274    | Inscrit      | 2022           |                |
| Gabel (9)                                         | Silber, zwischen 1829 und 1838 | im Hôpital Saint-Laurent (Lage)    | PM21006275    | Inscrit      | 2022           |                |
| Gabel (10)                                        | Silber, zwischen 1829 und 1838 | im Hôpital Saint-Laurent (Lage)    | PM21006276    | Inscrit      | 2022           |                |
| Löffel (8)                                        | Silber, zwischen 1829 und 1838 | im Hôpital Saint-Laurent (Lage)    | PM21006277    | Inscrit      | 2022           |                |
| Arzneiflasche                                     | Glas, 19. Jahrhundert | im Hôpital Saint-Laurent (Lage)    | PM21006673    | Inscrit      | 2022           |                |
| Pietà                                             | Kalkstein, Ende des 15. Jahrhunderts | im Hôpital Saint-Laurent (Lage)    | PM21007120    | Inscrit      | 2022           |                |
| Glocke (6)                                        | Bronze, 1692 gegossen | im Hôpital Saint-Laurent (Lage)    | PM21007121    | Inscrit      | 2022           |                |
| Siegelpresse                                      | Gusseisen, um 1900 | im Hôpital Saint-Laurent (Lage)    | PM21007119    | Inscrit      | 2022           |                |
| Zwei Glocken (3)                                  | 1821 gegossen | im Hôpital Saint-Laurent (Lage)    | PM21007122    | Inscrit      | 2022           |                |